# MEGA International
Mega International est un éditeur de logiciel français développant des outils de modélisation, dans le domaine de l'architecture d'entreprise, de la gouvernance d'entreprise et de la conformité.

## Historique
Créée en France en 1991, MEGA se développe à l’international avec l’ouverture successive de 10 filiales : en Italie (1996), au Royaume-Uni (2000), en Allemagne et aux États-Unis (2004), au Maroc et au Mexique (2008), à Singapour (2010), en Australie (2017) et au Brésil (2019). En 2016, l'éditeur ouvre son capital pour accélérer sa croissance aux États-Unis.
En 2021, l'entreprise signe de nouveaux partenariats avec Soaint, Nexid et Creapo, respectivement en Espagne, Italie et Europe Centrale.
En 2021, la Banque européenne d'investissement utilise le produit pour la documentation et l'optimisation des processus internes, afin d'en garantir leur conformité et leur transparence,.
En septembre 2024, Mega International annonce avoir fusionné avec Bizzdesign, soutenu par Main Capital, un investisseur majeur dans le secteur des logiciels. Cette fusion, qui inclut également un autre acteur important dans l'industrie de l'architecture d'entreprise, vise à créer un leader incontournable dans le domaine de l'architecture d'entreprise et de la transformation numérique. La transaction implique la cession des parts de Mega International détenues par Gimv, ainsi que par les fondateurs et la direction de Mega International, à Bizzdesign. Ce nouvel ensemble est idéalement positionné pour s'imposer comme un leader mondial, avec le soutien de Main Capital.

## Récompenses
- Gartner 2020 Magic Quadrant for Enterprise Architecture Tools : 12ème année consécutive[10].
- The Forrester WaveTM : Enterprise Architecture Management Suites, Q1 2021[11].
- Technology Leader in the 2020 EA Tools SPARK Matrix Report 2020[12].
- Gartner Customers’ Choice 2021 : Satisfaction clients avec une note globale de 4.8 sur 5[13].

En 2019, Truffle classe l'entreprise au 49e rang mondial des éditeurs de logiciels. En 2021, l’entreprise progresse au 42e rang dans le palmarès des éditeurs de logiciels français, avec un chiffre d’affaires de 43 millions d’euros.
L'Usine Digitale classe l'entreprise parmi "les 100 plus grandes boîtes du numérique" en 2019. L'entreprise est aussi classée en 2020 par le Figaro parmi les 250 entreprises qui recrutent.